# Mirage (альбом Армина ван Бюрена)
Mirage — четвёртый студийный альбом нидерландского диджея Армина ван Бюрена, выпущенный 10 сентября 2010 года. Альбому предшествовал выпуск сингла «Full Focus» 24 июня 2010 года. Альбом создан при сотрудничестве с такими музыкантами, как Софи Эллис-Бекстор, Ферри Корстен, Адам Янг, Кристиан Бернс и другими.
Mirage дебютировал на 3 месте в Голландии, и на 113 в Великобритании. В чарте Billboard 200 пластинка стартовала со 148 места, также участвуя в чарте Dance/Electronic Albums, где оказалась на 5 месте. В России альбом Mirage стал платиновым. В итоговом чарте за 2010 год альбом занял 15 место с 10 300 проданными копиями.

## Список композиций
| №   | Название                                                      | Длительность |
| --- | ------------------------------------------------------------- | ------------ |
| 1.  | «Desiderium 207» (при участии Susana)                         | 2:08         |
| 2.  | «Mirage»                                                      | 6:41         |
| 3.  | «This Light Between Us» (при участии Кристиана Энтони Бёрнса) | 5:09         |
| 4.  | «Not Giving Up on Love» (при участии Софи Эллис-Бекстор)      | 2:52         |
| 5.  | «I Don't Own You»                                             | 6:46         |
| 6.  | «Full Focus»                                                  | 4:41         |
| 7.  | «Take a Moment» (при участии Winter Kills)                    | 5:02         |
| 8.  | «Feels So Good» (при участии Nadia Ali)                       | 3:57         |
| 9.  | «Virtual Friend» (при участии Sophie Hunter)                  | 7:11         |
| 10. | «Drowning» (при участии Laura V)                              | 2:45         |
| 11. | «Down to Love» (при участии Ana Criado)                       | 4:15         |
| 12. | «Coming Home»                                                 | 6:20         |
| 13. | «These Silent Hearts» (при участии BT)                        | 5:48         |
| 14. | «Orbion»                                                      | 5:17         |
| 15. | «Minack» (при участии Ферри Корстена)                         | 6:43         |
| 16. | «Youtopia» (при участии Адама Янга)                           | 3:59         |

### Дополнительные композиции
Специально для сервиса iTunes было выпущено несколько дополнительных композиций:
| №   | Название                                           | Длительность |
| --- | -------------------------------------------------- | ------------ |
| 17. | «Breathe in Deep» (featuring Fiora)                | 6:10         |
| 18. | «Take Me Where I Wanna Go» (featuring VanVelzen)   | 7:21         |
| 19. | «I Surrender» (featuring Cathy Burton)             | 8:06         |
| 20. | «Love Too Hard» (featuring Jessie Morgan)          | 7:18         |
| 21. | «Virtual Friend (Acoustic Mix)» (featuring Sophie) | 3:55         |

## Чарты
| Чарт (2010)                | Пиковая позиция |
| -------------------------- | --------------- |
| Бельгия (Фландрия)         | 10              |
| Бельгия (Валлония)         | 58              |
| Голландия                  | 3               |
| Германия                   | 42              |
| Мексика                    | 12              |
| Россия                     | 2               |
| UK Albums Chart            | 113             |
| US Billboard 200           | 148             |
| US Dance/Electronic Albums | 5               |